# Харматан
Харматан је врста ветра који дува у западној Африци. Ово је врло сув ветар из правца истока, дува зими и доноси велике количине песка из Африке.